# Phaulopsis angolana
Phaulopsis angolana är en akantusväxtart som beskrevs av Spencer Le Marchant Moore. Phaulopsis angolana ingår i släktet Phaulopsis och familjen akantusväxter. Inga underarter finns listade i Catalogue of Life.